# Куанчалиев, Идаят
Идаят Куанчалиев (15 декабря 1934 — 26 августа 1995, Старая Иванцовка, Волгоградская область) — советский хозяйственный и государственный деятель, Герой Социалистического Труда.

## Биография
Родился в 1934 году в совхозе Торгунский. Член КПСС.
В 1944—1995 — подпасок, чабан, старший чабан отделения № 2 целинного совхоза «Палласовский» Палласовского района Волгоградской области.
Указом Президиума Верховного Совета СССР от 22 марта 1966 года присвоено звание Героя Социалистического Труда с вручением ордена Ленина и золотой медали «Серп и Молот».
Делегат XXV съезда КПСС.
Умер в 1995 году в селе Старая Иванцовка.

## Награды и звания
- Герой Социалистического Труда (22.03.1966)
- Орден Ленина (22.03.1966, 08.04.1971)
- Орден Октябрьской Революции (23.12.1976)